# دموسه
دموسه (به لهستانی:  Dmusy) یک منطقهٔ مسکونی در لهستان است که در گمینا بیاوا پیسکا واقع شده‌است. دموسه ۱۴۰ نفر جمعیت دارد.